# Kabinett Mzali

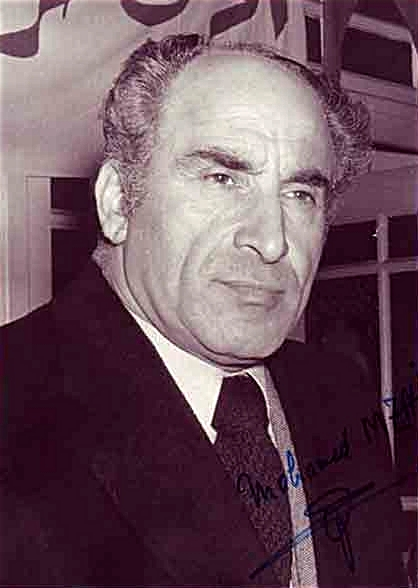
Mohamed Mzali war zwischen 1980 und 1986 Premierminister von Tunesien

Das Kabinett Mzali wurde am 23. April 1980 von Premierminister Mohamed Mzali von der Sozialistischen Destur-Partei (PSD) gebildet. Es löste das Kabinett Nouira ab und blieb bis zum 8. Juli 1986 im Amt, woraufhin es vom Kabinett Sfar abgelöst wurde.

## Zusammensetzung und Regierungspolitik 1980 bis 1986

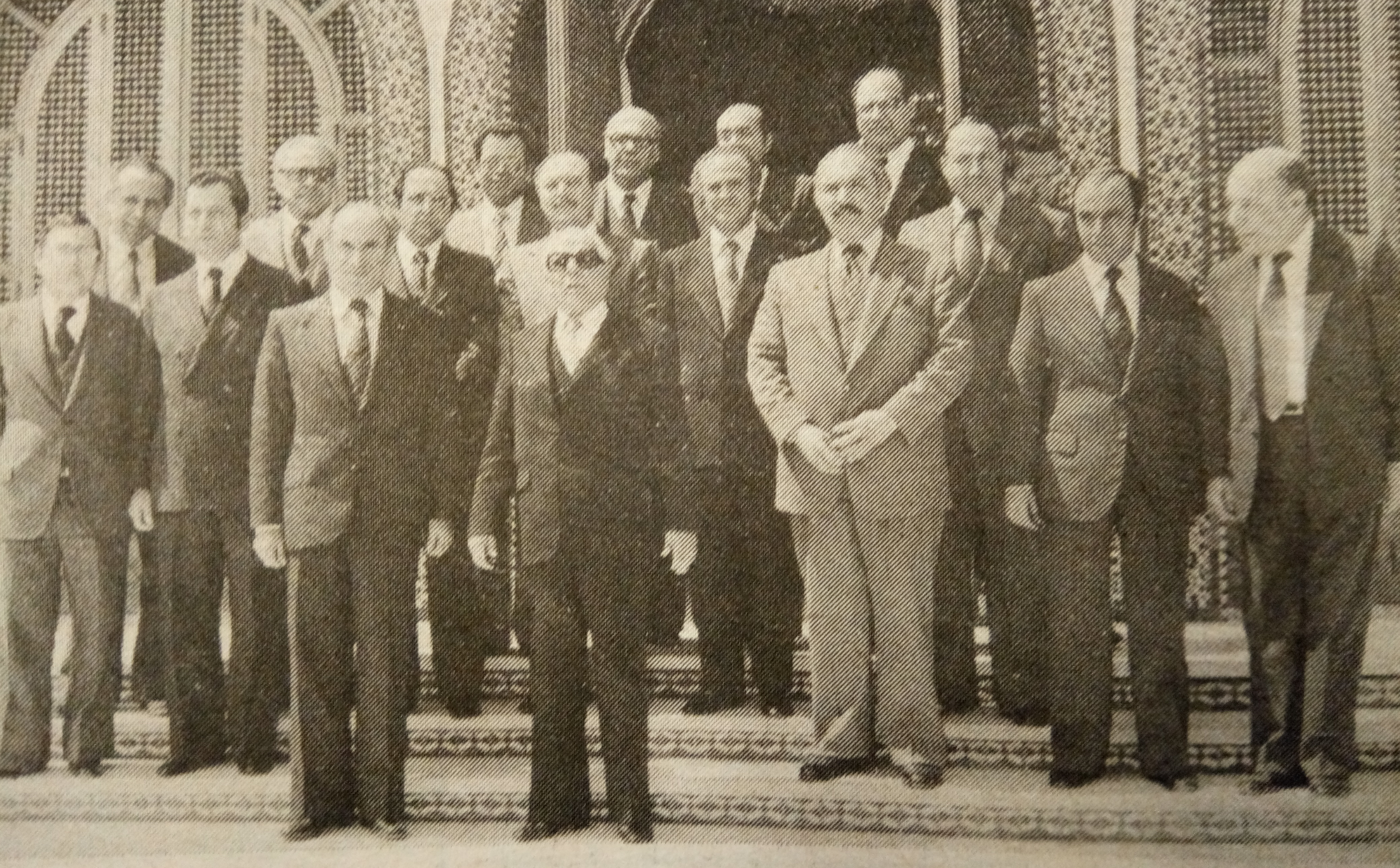
Das Kabinett Mzali (23. April 1986)

Mzali begann als Nachfolger von Hédi Nouira zunächst mit einer Liberalisierungspolitik. Das im April 1981 neu gewählte Exekutivkomitee des Gewerkschaftsverbandes UGTT (Union Générale Tunisienne du Travail) bestand weitgehend aus 1978 verhafteten Führern. Eine Listenverbindung der UGTT mit der PSD gewann bei den Wahlen vom 1. November 1981 alle 136 Sitze in der Nationalversammlung nach neuem Mehrparteiensystem mit einer Fünf-Prozent-Hürde. Im März 1982 wurde ein Freundschaftsvertrag mit dem Nachbarland Algerien unterzeichnet, der 1983 noch durch ein Verteidigungsabkommen ergänzt wurde. 1984 zwingen schwere Unruhen Staatspräsident Habib Bourguiba Preiserhöhungen für Nahrungsmittel aufzuheben.
Das Kabinett wurde mehrfach auf einzelnen Positionen umgebildet, und zwar am 4. September 1980, 3. Dezember 1980, 2. Januar 1981, 16. April 1981, 10. August 1981, 17. März 1983, 18. Juni 1983, 14. Oktober 1983, 1. November 1983, 25. November 1983, 7. Januar 1984, 20. Januar 1984, 14. März 1984, 8. Mai 1984, 25. August 1984, 29. Oktober 1984, 20. September 1985, 23. Oktober 1985, 22. Januar 1986, 12. Februar 1986, 7. April 1986, 28. April 1986, 6. Mai 1986 sowie am 12. Mai 1986.
Am 8. Juli 1986 wurde Premierminister Mzali abgesetzt und nach seiner Flucht in die Schweiz in seiner Abwesenheit am 2. Oktober 1986 zu einem Jahr Gefängnis verurteilt.
Dem Kabinett gehörten folgende Minister und Staatssekretäre an:
| Amt | Name                                                  | Partei | Beginn der Amtszeit                                             | Ende der Amtszeit                                             |
| --- | ----------------------------------------------------- | ------ | --------------------------------------------------------------- | ------------------------------------------------------------- |
| Premierminister | Mohamed Mzali                                         | PSD    | 23. April 1980                                                  | 8. Juli 1986                                                  |
| Ministerrepräsentant des Präsidenten der Republik                                                                                              | Mongi Kooli                                           | PSD    | 14. März 1984                                                   | 22. Januar 1986                                               |
| Sonderberater beim Präsidenten der Republik | Habib Bourguiba jr.                                   | PSD    | 23. April 1980                                                  | 8. Juli 1986                                                  |
| Justizminister | Mohamed Chaker Ridha Ben Ali Mohamed Salah Ayari      | PSD    | 23. April 1980 29. Oktober 1984 12. Februar 1986                | 29. Oktober 1984 12. Februar 1986 8. Juli 1986                |
| Außenminister | Hassan Belkhodja Béji Caïd Essebsi                    | PSD    | 23. April 1980 16. April 1981                                   | 16. April 1981 8. Juli 1986                                   |
| Innenminister | Driss Guiga Mohamed Mzali Zine el-Abidine Ben Ali     | PSD    | 23. April 1980 7. Januar 1984 28. April 1986                    | 7. Januar 1984 28. April 1986 8. Juli 1986                    |
| Minister für nationale Verteidigung | Slaheddine Baly                                       | PSD    | 23. April 1980                                                  | 8. Juli 1986                                                  |
| Minister für Finanzen und Planung 18. Juni 1983: Finanzminister 28. April 1986: Minister für Finanzen und Wirtschaft                           | Mansour Moalla Salah Ben M’barka Rachid Sfar          | PSD    | 23. April 1980 18. Juni 1983 28. April 1986                     | 18. Juni 1983 28. April 1986 8. Juli 1986                     |
| Minister für Wirtschaft und Planung 14. Oktober 1983: Minister für nationale Wirtschaft 28. April 1986: Minister für Finanzen und Wirtschaft   | Abdelaziz Lasram Rachid Sfar                          | PSD    | 23. April 1980 14. Oktober 1983                                 | 14. Oktober 1983 8. Juli 1986                                 |
| Minister für Ausrüstung und Wohnungswesen 3. Dezember 1980: Minister für Ausrüstung 25. August 1984: Minister für Ausrüstung und Wohnungswesen | Mohamed Sayah Sadok Ben Jemâa Mohamed Sayah           | PSD    | 23. April 1980 25. November 1983 25. August 1984                | 25. November 1983 25. August 1984 8. Juli 1986                |
| Minister für Kultur und Information 3. Dezember 1980: Kulturminister                                                                           | Fouad Mebazaa Béchir Ben Slama Zakaria Ben Mustapha   | PSD    | 23. April 1980 2. Januar 1981 12. Mai 1986                      | 2. Januar 1981 12. Mai 1986 8. Juli 1986                      |
| Minister für nationale Bildung | Mohamed Fraj Chedly Abdelaziz Ben Dhia                | PSD    | 23. April 1980 6. Mai 1986                                      | 6. Mai 1986 8. Juli 1986                                      |
| Minister für höhere Bildung und wissenschaftliche Forschung                                                                                    | Abdelaziz Ben Dhia Amor Chadli                        | PSD    | 23. April 1980 6. Mai 1986                                      | 6. Mai 1986 8. Juli 1986                                      |
| Landwirtschaftsminister | Lassaad Ben Osman                                     | PSD    | 23. April 1980                                                  | 8. Juli 1986                                                  |
| Minister für öffentliche Gesundheit | Rachid Sfar Habib Touhami Souad Yaacoubi              | PSD    | 23. April 1980 14. Oktober 1983 20. Januar 1984                 | 14. Oktober 1983 20. Januar 1984 8. Juli 1986                 |
| Minister für Transport und Kommunikation 23. Oktober 1985: Kommunikationsminister                                                              | Sadok Ben Jomâa Brahim Khouaja                        | PSD    | 23. April 1980 25. November 1983                                | 25. November 1983 8. Juli 1986                                |
| Sozialminister 23. Oktober 1985: Minister für sozialen Schutz                                                                                  | Mohamed Ennaceur Ridha Hamza                          | PSD    | 23. April 1980 23. Oktober 1985                                 | 23. Oktober 1985 8. Juli 1986                                 |
| Minister für Jugend und Sport | Hédi Zeghal Mohamed Kraïem Hédi Bouricha Hamed Karoui | PSD    | 23. April 1980 4. September 1980 23. Oktober 1985 7. April 1986 | 4. September 1980 23. Oktober 1985 7. April 1986 8. Juli 1986 |
| Informationsminister | Tahar Belkhodja Abderrazak Kéfi                       | PSD    | 3. Dezember 1980 18. Juni 1983                                  | 18. Juni 1983 8. Juli 1986                                    |
| Minister für Wohnungswesen | Moncef Bel Hadj Amor                                  | PSD    | 3. Dezember 1980                                                | 25. August 1984                                               |
| Planungsminister | Ismaïl Khelil                                         | PSD    | 18. Juni 1983                                                   | 8. Juli 1986                                                  |
| Minister für Tourismus und Handwerk beim Minister für nationale Wirtschaft                                                                     | Ezzeddine Chelbi                                      | PSD    | 14. Oktober 1983                                                | 8. Juli 1986                                                  |
| Ministerin für Familie und Förderung der Frauen                                                                                                | Fethia Mzali                                          | PSD    | 1. November 1983                                                | 8. Juli 1986                                                  |
| Transportminister | Mohamed Kraïem                                        | PSD    | 23. Oktober 1985                                                | 8. Juli 1986                                                  |
| Arbeitsminister | Noureddine Hached                                     | PSD    | 23. Oktober 1985                                                | 8. Juli 1986                                                  |
| Minister für Energie und Bergbau | Salah Ben M’barka                                     | PSD    | 28. April 1986                                                  | 8. Juli 1986                                                  |
| Minister für Industrie und Handel | Slaheddine Ben Mbarek                                 | PSD    | 28. April 1986                                                  | 8. Juli 1986                                                  |
| Beigeordneter Minister beim Premierminister | Mongi Kooli Hédi Baccouche                            | PSD    | 23. April 1980 14. März 1984                                    | 14. März 1984 8. Juli 1986                                    |
| Beigeordneter Minister beim Premierminister | Béji Caïd Essebsi                                     | PSD    | 3. Dezember 1980                                                | 16. April 1981                                                |
| Beigeordneter Minister für den öffentlichen Dienst und Verwaltungsreformen beim Premierminister                                                | Moncef Belhaj Amor Mezri Chekir Mansour Skhiri        | PSD    | 23. April 1980 3. Dezember 1980 7. April 1986                   | 3. Dezember 1980 7. April 1986 8. Juli 1986                   |
| Beigeordneter Minister für nationale Sicherheit beim Innenminister                                                                             | Zine el-Abidine Ben Ali                               | PSD    | 23. Oktober 1985                                                | 28. April 1986                                                |
| Staatssekretär für Post, Telegrafie und Telefonie                                                                                              | Brahim Khouaja                                        | PSD    | 23. April 1980                                                  | 25. November 1983                                             |
| Staatssekretär beim Außenminister | Mahmoud Mestiri                                       | PSD    | 10. August 1981                                                 | 8. Juli 1986                                                  |
| Staatssekretär für internationale Zusammenarbeit beim Außenminister                                                                            | Ahmed Ben Arfa                                        | PSD    | 17. März 1983                                                   | 8. Juli 1986                                                  |
| Staatssekretär für nationale Sicherheit beim Innenminister                                                                                     | Ahmed Bennour                                         | PSD    | 17. März 1983                                                   | 8. Mai 1984                                                   |
| Staatssekretär für Tourismus und Handwerk beim Minister für nationale Wirtschaft                                                               | Ezzeddine Chelbi                                      | PSD    | 18. Juni 1983                                                   | 14. Oktober 1983                                              |
| Staatssekretär beim Minister für öffentliche Gesundheit                                                                                        | Souad Yaacoubi                                        | PSD    | 1. November 1983                                                | 20. Januar 1984                                               |
| Staatssekretär beim Innenminister | Ameur Ghedira                                         | PSD    | 7. Januar 1984                                                  | 8. Juli 1986                                                  |
| Staatssekretär für nationale Sicherheit | Zine el-Abidine Ben Ali                               | PSD    | 29. Oktober 1984                                                | 23. Oktober 1985                                              |
| Ministerialdirektor und Kabinettschef des Präsidenten der Republik                                                                             | Mansour Skhiri                                        | PSD    | 20. September 1985                                              | 8. Juli 1986                                                  |